# Vernonia louvelii
Vernonia louvelii là một loài thực vật có hoa trong họ Cúc. Loài này được Humbert miêu tả khoa học đầu tiên năm 1958.